# Clément Huart
Clément Huart (egentligen Imbault-Huart), född den 16 februari 1854, död den 30 december 1926, var en fransk orientalist.
Efter 23 års konsulattjänst i Damaskus och Konstantinopel blev Huart professor i persiska vid École des langues orientales vivantes i Paris 1898 och i islam och Arabiens religioner vid École des hautes études 1908. Bland Huarts många arbeten märks: Littérature arabe (1902), Histoire des arabes (2 band, 1912-13) och Bibliographie ottomane (6 delar, 1887-91).